# Club Dej și Drobeta-Turnu Severin Ubesk
O Club Dej și Drobeta-Turnu Severin Ubesk, também conhecido como GDDS Ubesk, ou apenas Ubesk,  é um clube de futebol da Roménia situado na cidade de Drobeta-Turnu Severin, no judeţ (distrito) de Mehedinţi.

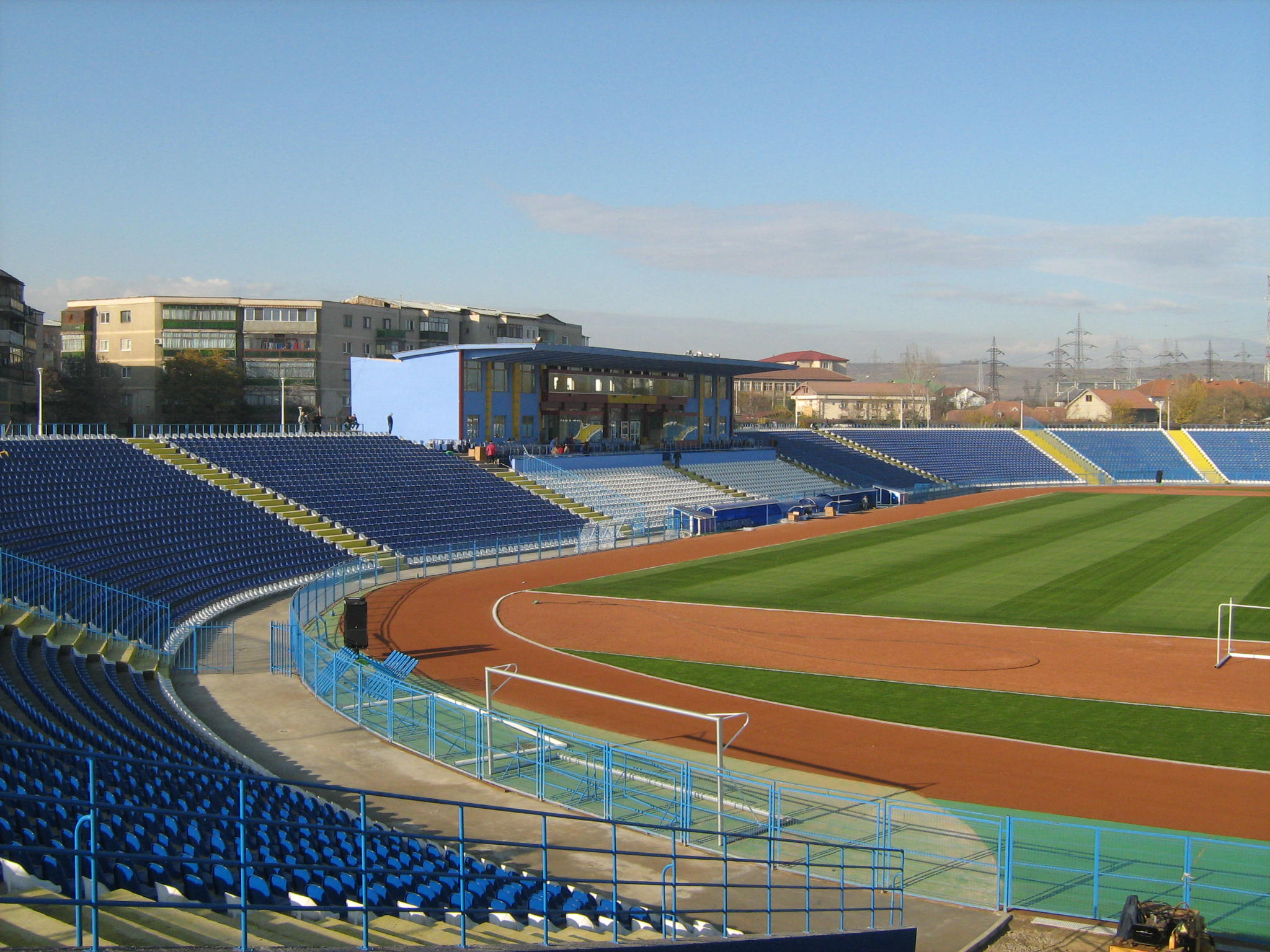
O Stadionul Municipal de Drobeta-Turnu Severin, casa do GDDS Ubesk.